# Metarranthis mollicularia
Metarranthis mollicularia är en fjärilsart som beskrevs av Philipp Christoph Zeller 1872. Metarranthis mollicularia ingår i släktet Metarranthis och familjen mätare. Inga underarter finns listade i Catalogue of Life.